# 옥스퍼드 브룩스 대학교
옥스퍼드 브룩스 대학교(Oxford Brookes University, 과거 교명: 옥스퍼드 폴리테크닉/Oxford Polytechnic)는 잉글랜드 옥스퍼드에 위치한 공립 대학이다. 1992년 추가고등교육법안을 통해 대학교(university) 지위를 얻었다. 이 대학교의 교명은 제1대 총장 존 헨리 브룩스(John Henry Brookes)의 이름에서 기원하며 이 기관의 발전에 지대한 역할을 했다.